# Høns
Høns er hårdføre og produktive husdyr som holdes overalt i verden. Høns menes at være domesticeret primært fra røde junglehøns som bor i sydøstasiatiske jungler. De 3 andre arter af junglehøns har formodentligt også været indblandet.[kilde mangler]

## Hønsealder- og køn-navne
Hønsene benævnes forskelligt efter alder og køn. Høns er en flertalsform, hvis der både er høner og haner.
Hunnerne kaldes høner, hannerne kaldes haner (i visse dialekter kok), ungerne kaldes kyllinger, Høner der ruger kaldes skrukhøner, høner der passer en kyllingeflok kaldes hønemødre eller kyllingeførere. Kapuner er kastrerede haner. Unge dyr kaldes unghøns, hønnikker, hanekyllinger, m.m.
Der er udpræget forskel på kønnene (kønsdimorfi) hos høns.
Hanen har en forskellig fjerdragt fra hønerne med lange krumme seglfjer på halen. Hanen har større kam og en mere lodret kropsholdning end hønerne og en anderledes adfærd. Forskellen er dog ikke altid lige stor hos alle hønseracer. Hos nogle racer er fjerdragten stort set ens, og det kan tage meget lang tid før man med sikkerhed, kan kønsbestemme kyllingerne. Dette gælder fx for silkehøns.
Billederne viser variationen mellem haner af forskellige hønseracer.
- Fodbefjeret hane
- Plymouth rock hane
- Hane i græs

## Biologi
Vilde høns lever i små flokke i og omkring skovbrynet. Føden består af frø, spirer, smådyr, nedfaldsfrugt og lavt hængende bær. Under fødesøgning skraber høns instinktivt i jorden og finder således en del insekter, orme og lignende. Hvis de finder store mængder eller noget ekstra lækkert, tilkalder hønsene de andre høns med en karakteristisk lyd.
I hønseflokken er der en streng hakkeorden, hvor hver høne har sin veldefinerede plads. Hanerne er øverst i hønsenes hakkeorden. Da høns kun kan huske ca. 25-30 individers plads i hakkeordenen bryder flokken sammen når den når over dette antal, og i naturen vil flokken splittes på dette tidspunkt. Unge haner vil blive jaget ud af flokken af den eller de gamle haner ved kønsmodenhed, medmindre flokken er stor og der ikke er for mange ældre haner allerede.

### Signaler
Hønsene "klukker" jævnligt til hinanden for at holde sammen på flokken, for at markere deres personlige afstand til de andre høns (ved at stirre vredt og knejse), for at meddele om ekstra fine fødefund (en hysterisk pliiiirrrrrren), samt for at advare om forskellige former for trusler (moderat, men skarpt GOK! GOK! for kendte mindre farlige trusler, og endelig en flaksen rundt med en advarende og alarmerende GOK! GOK! for ukendte og muligvis meget farlige rovdyr).
Kyllingerne har en vedvarende sprød pippen, som hele tiden orienter hønemoderen om hvor de opholder sig. Hun har så til gengæld en speciel klukken, når hun har fundet noget spiseligt til dem. Lyden svarer til hanens kald, når der er mad.
Hanen viser godter til hønerne: Han viser mad til hønerne ved at samle det op med næbbet og smide det igen samtidig med han siger god-mad-lyden. Han viser gode redesteder fx ved demonstrativt at gå ind og ud af redekassen.
Hanen galer for at advare andre haner mod at trænge ind på dens territorium, for at holde sammen på flokken og for at markere sig som førerhane overfor resten af flokken. Hanen er kendt for at gale højt ved solopgang, men den galer dog også på andre tidspunkter. Et højt, klart gal giver indtryk af en stor hane.

### Soignering, fjerpudsning ogstøvbadning
Et par gange om dagen vil hønsene udvise soigneringsadfærd. Når de er mætte og veltilpasse vil de give sig til at pudse fjer med næbbet. En gang i mellem støvbader de i en tør plet jord eller sand, hvor de skraber sig en blød fordybning, lægger sig på ryggen og siden i en stor, social bunke, mens de skraber sand og jord op i kaskader, så de får det ind mellem fjerene. Bagefter ryster de sig, og pudser fjer igen.

### Æglægning
Høner lægger æg uafhængigt af en hanes tilstedeværelse, men hanen er nødvendig, såfremt æggene skal udruges, da de i så fald skal være befrugtede.
Når en høne skal lægge æg, opfører hun sig rastløst, hvilket får hanen til at vise et redested. Hønen foretrækker at lægge æg et mørkt sted – fx under en busk, eller i en redekasse. Hun skraber en fordybning i underlaget, former det rundt med sit bryst, kaster kviste og strå over skulderen og lægger derefter dagens æg. OG så kagler hun og styrter rundt et stykke tid. De lærde strides stadig om den dybere grund for høner så pudsige og karakteristiske adfærd efter æglægningen. En af forklaringerne er at hendes højrøstede adfærd forvirrer evt. fjender.
Om foråret hænder det, at en høne (alt efter race) efter lægningen af 15-20 æg bliver skruk.

### Skrukogudrugning
Når en høne er skruk, byder dens instinkt den at ruge. En høne i denne tilstand ligger konstant fladtrykt i redekassen, og siger truende og advarende lyde, når andre nærmer sig. En enkelt gang om dagen forlader skrukken reden for at drikke lidt vand og skide en ildelugtende klat.
Hønseæg er 21 dage om at blive ruget ud. Hønen har inden rugningens start ventet til reden var fuld af æg, for at alle kyllingerne skal klække nogenlunde samtidig. Et stykke tid inden æggene klækker, begynder de næsten færdige kyllinger at pippe. Kyllingerne har en lille næbtand på oversiden af næbbet som de bruger til selv at hakke toppen af ægget af med. Hønemoren hjælper ikke de kyllinger, som ikke selv kan komme ud – de er fortabt.
Hønen ruger gerne et ekstra eller to døgn efter den første kyllings klækning, for at få de sidste kyllinger med.

### Kyllinger
Nyklækkede kyllinger kan ikke selv holde varmen, og må enten passes af deres hønemoder eller opbevares i en kasse med varmelampe over. De behøver ikke spise noget pga. æggeblommens høje næringsindhold, men kan vente indtil 24 timer med at få deres første måltid – derfor kan man handle med og sende daggamle kyllinger.

### Territorium
En hane råder over et mere eller mindre afgrænset yngleterritorium, hvori der er flere høner. To haner kan godt deles om et territorium, hvis der er tilstrækkeligt med høner til begge, men oftest vil hønerne fordele sig mellem hanerne.

### Parring
Hanen vil flere gange om dagen parre sig med de højest placerede høner i hakkeordnen. Parringen indledes som regel med at hanen gør haneben ved at spankulere udstrakt om hvorefter hønen gør sin ryg flad og går ned i knæ (bøjer ned i anklerne). Hanen springer op på hønens ryg og tager fat i hendes nakkefjer for at holde balancen – høns har ingen ydre kønsorganer, så det kræver samarbejde at få de to gatåbninger til at mødes. Efter parringen ryster hønen fjerdragten på plads.
Eventuelle underordnede haner vil også forsøge at snige sig til at parre hønsene. Hvis det lykkes uden at førerhanen griber ind, vil det ofte være med lavere rangerende høner.

## Produkter

### Æg
Junglehøns lægger cirka et dusin æg om året, mens tamhøns kan lægge så meget som op til 315 æg om året. Æggene lægges dagligt i serier med en eller flere dages pause imellem. Æggene kan være brune, hvide, kakigrønlige eller blå – det afhænger af racen. Den enkelte høne lægger altid næsten samme farve æg. Æggefarven har for det meste ikke noget med fjerfarven at gøre. Men hos brune, hvide og laksefarvede høns, bliver ægget næsten altid den farve hønen er.

## Industri
- Burhøns
- Skrabehøns
- Fritgående høns
- Økologiske høns

Erhvervshønseholdere bruger som regel forsvindingsreder til hønerne, så æggene ikke bliver snavsede af at hønerne træder på dem, og så synet af en rede fyldt med æg ikke skal stimulere en høne til at blive skruk.

### Fjerpilning
Nogle flokke af høns kan have en destruktiv adfærd der kaldes fjerpilning. Fjerpilning får hønsene til at plukke hinanden for fjer, så de får store nøgne pletter. Adfærden skyldes fejlprægning i kyllingealderen: kyllinger skal have adgang til passende underlag på et bestemt tidspunkt under deres opvækst. Underlaget skal være prikket og løst, fx sand eller jord. Det kan også skyldes stress, som tit ses hos burhøns, fordi de ikke får den plads de behøver. Høns med denne vane, kan godt kureres ved hjælp af en plastikdims man sætter på næbet, så hønen ikke kan fokusere på dens mål[kilde mangler].

## Hobby / Havehøns
- Racefjerkræopdræt
- Hobbyhøns

### Pasning
Høns holdes nemt og forsvarligt som husdyr, ved at man forsøger at efterligne de naturlige forhold for høns mest muligt:
Hold dem i flokke med mindst 3 og højst 25 individer.
Giv dem adgang til et passende løst materiale at skrabe i. Der skal være plads nok til, at hønsene ikke bliver stressede af konstant at skulle hævde personligt territorium. Giv dem en pind under tag at sove på, fx i et hønsehus. Giv dem redekasser. Giv dem adgang til et areal med rent tørt sand eller jord, som de kan støvbade i. Støvbadning er en vigtig del af hønens egen naturlige pleje.
Fodr og vand dem dagligt, og fjern straks skrantende høns fra flokken. Fjern klatter fra gødningsbrættet hver uge eller oftere, udskift strøelsen i hønsehuset ofte, udskift eller vend jorden i hønsegården mindst årligt, mal eller kalk hønsehuset indvendigt årligt. Rengøring og udmugning nedsætter smittetrykket fra parasitter og holder hønseholdet stort set lugtfrit.

### Kalkben
Kalkben er en betegnelse for en lille mide (på latin Cnemidocoptes), der lever under skællene på hønens ben og i værste tilfælde på andre forhornede steder på hønen, eks næbregionen.
Det er affaldsstoffer fra miden, der giver de karakteristiske belægninger på hønens ben, deraf navnet kalkben.
Miderne udløser kløe på dyrene og æglægningen bliver mindre.

#### Andre navne i litteraturen
Kalkben mider er studeret og beskrevet under flere forskellige definitioner, bl.a.:
- Sarcopies mutans
- Sarcoptes anacanthes
- Sarcoptes changeant
- Knemidocoptes viviparous
- Dermatoryctes mutans
- Cnemidocoptes mutans
- Fodfnatmide

#### Højrisiko gruppe for smitte
Kalkben ses oftest først på lidt ældre dyr, da dyrene kan have smitten længe uden at udvise de karakteristiske symptomer med rejste skæl på hønens ben. Derfor vil tamhøns som holdes i mange år som kæledyr være i højrisikogruppe for få kalkben
Kalkbensmiden overføres ved direkte fysisk kontakt mellem hønsene.
Kalbensmiden lever på hønen i ca 21 dage, men da den også formerer sig på hønen, er behandling altid nødvendig.
Kalkbensmiden er almindelig i den danske fauna og smitte kan ikke undgås helt, hvis høns holdes frit i haven. Smitte kan mindskes ved at holde hønsenes omgivelser rene ved at rive ekskrementer sammen daglig i hønsegård og hus, udskifte bund- og redemateriale jævnligt.
Konstateres der Kalkben på en høne, er det en god ide at behandle hele flokken forebyggende.

#### Behandling
Der findes mange metoder til forebyggelse lige fra den medicinske til den ugiftige påsmøring af blød salve/sæbe. Der findes ikke speciel godkendt medicin til behandling af kalkben hos fjerkræ, da det er en tilstand hos ældre dyr og derfor ikke forekommer i den kommercielle fjerkræ drift.
Det skal altid være en dyrlæge, der ordinerer medicinsk behandling af høns og dyrlægen vil fortælle om virkning, bivirkning, tilbagehold af æg.
Nogle vælger at behandle kalkben ved, at smøre alle hønsene ben med en blanding af blød brun sæbe og vaseline (blandes i forholdet 1:9). Efter et par dage vaskes blandingen af og der indsmøres igen. Flere rapporterer at dette skulle være en effektiv og lavpraktisk behandling af miderne.

## Hønseracer
Der er gennem tiden fremavlet mange forskellige racer af høns til forskellige formål. Vægten på de forskellige racer varierer fra 500 gram til 7 kg (for hanen). Man opdeler racehøns i fem grupper: urdværge, fordværgede racer, lette racer, mellemsvære racer og svære racer. På tværs af disse grupperinger bruger man også de funktionelle betegnelser æglæggere, kombinationshøns, slagteracer, prydhøns og kamphøns.

### Hybrid- og krydsningshøns
Hybridhøns bruges af erhvervshønseavlere og industri. Brun Ægland, ISA Brown. Grønlæggerne er desuden krydsninger indeholdende racen Araucana. Hybrider er krydsninger mellem en til flere racer, hvoraf ISA Brown er en krydsning, der giver en hybrid som er fremavlet til brug af industri, altså æglægning. Hybrider er billige og avlet til formålene slagtning, avl eller æglægning, derfor foretrækkes de oftest.

## Høns i mytologi og kultur
En høne er så populært et dyr, at det har givet anledning til flere ordsprog: "Jeg har en høne at plukke med dig" antyder, at der er et uafklaret problem. Eller "en fjer kan blive til fem høns" stammer fra et af H.C. Andersens eventyr "Det er ganske vist!" og betyder, at en lille historie hurtigt kan blive til en længere historie/løgn (eks. fra eventyret: en høne taber en fjer, da hun pudser sig – historien fortælles videre og til sidst er det 5 høns, der har plukket sig ihjel for at imponere en hane).
Fra den nordiske mytologi kendes navnene på flere haner fx Gyldenkam